# 耶洛黑德公路
耶洛黑德公路（Yellowhead Highway），又稱16號公路（Highway 16），是一條連接加拿大曼尼托巴首府溫尼伯和不列颠哥伦比亚夏洛特皇后群島馬塞特的公路，是加拿大橫貫公路的一部份，横穿加拿大西部四省，由西到东依次是不列颠哥伦比亚、阿尔伯塔、萨斯喀彻温和曼尼托巴。全長2,960公里。沿途主要的城市景点有贾斯珀国家公园、阿尔伯塔首府埃德蒙顿、萨斯喀彻温第一大城市萨斯卡通，最后在温尼伯以西70公里处的波蒂奇拉普雷里与第1号加拿大横贯公路（Trans-Canada Highway 1）交会，最终点位于温尼伯的Portage and Main街口。
公路的名字來自洛磯山脈上的耶洛黑德山口。